# No me queda más
No me queda más è un singolo della cantante statunitense Selena, pubblicata nel suo quarto album, Amor prohibido. È stata rilasciata come terzo singolo dell'album nell'ottobre del 1994 da EMI Latin. "No me queda más" è stata scritta da Ricky Vela e la sua produzione è stata gestita dal fratello di Selena, A.B. Quintanilla. Il brano è un downtempo mariachi e una ballata pop, "No me queda más" racconta la storia ranchera di una donna che soffre per la fine di una relazione. Il testo parla di un amore non corrisposto, con la cantante che augura il meglio al suo vecchio amore e alla sua nuova compagna.
Acclamato dai critici musicali per la sua natura emotiva, "No me queda más" è stato uno dei singoli di maggior successo della carriera di Selena. È stato in cima alla classifica americana Billboard Hot Latin Songs per sette settimane non consecutive, la sua terza canzone consecutiva in cima alla classifica. È stato il primo brano di Selena al primo posto nella classifica US Regional Mexican Airplay, ed è diventato il singolo latino-americano di maggior successo del 1995. È stato classificato come nono miglior brano Tejano da Billboard magazine e come undicesimo miglior brano della classifica Hot Latin Songs nel 2011.
Il video musicale di "No me queda más" è stato girato nella stazione di Amtrak di San Antonio. Ha ricevuto il premio di Video musicale dell'anno ai Billboard Latin Music Awards, e il brano ha ricevuto due onorificenze da Broadcast Music, inclusa quella di Canzone dell'anno. Molti musicisti hanno registrato cover di questa canzone, inclusi il cantante messicano Pepe Aguilar, il cantante statunitense di salsa Tito Nieves, e il gruppo pop messicano Palomo. La versione dei Palomo è stata al sesto posto nella classifica Regional Mexican Airplay, mentre la versione di Nieves ha raggiunto il settimo posto nella classifica US Tropical Songs.

## Ispirazione, scrittura e produzione
Nel 1985, Ricky Vela si è unito a Selena y Los Dinos come tastierista. Sebbene Vela fosse attratto dalla batterista del gruppo, Suzette Quintanilla, ha tenuto nascosti i suoi sentimenti per lei. Quando confessò i suoi sentimenti al fratello di Suzette, il manager del gruppo Abraham Quintanilla Jr, quest'ultimo iniziò a prenderlo in giro per ciò. Dopo il matrimonio di Suzette nel settembre del 1993, Vela scrisse "No me queda más" e la consegnò a Selena affinché la registrasse per l'album Amor prohibido. Il fratello di Selena, A.B. Quintanilla, non pensava che la canzone avesse del potenziale; disse che più tardi cambiò opinione. Anche se la canzone originariamente avrebbe dovuto essere un brano mariachi, il presidente della EMI Latin, Jose Behar, pensava che una canzone mariachi non avrebbe avuto successo nel mercato pop. Il gruppo la diede all'arrangiatore argentino Bebu Silvetti affinché la rimaneggiasse in uno stile pop, Behar chiese a Silvetti di "addolcire" la canzone per potenziarne l'airplay e la performance in classifica.  Il risultato incrementò il successo pop in radio di Selena. Behar in un'intervista di Billboard disse che la canzone è stata "interiorizzata" senza intaccare l'originalità del brano. In un'intervista del 2002, A.B. disse che durante una sessione di registrazione lui aveva chiesto a Selena di registrare la canzone per la quinta volta. La cantante rispose "quello che hai pronto è quello che hai" e se ne andò a fare shopping. Lui ci pensò, "ora, guardando indietro, Selena fece davvero un ottimo lavoro con la registrazione della canzone, ci ha messo tantissima passione. La canzone è diventata un classico."

## Musica, tema e testo
"No me queda más" è un downtempo mariachi e una ballata pop, incorpora influenze di ranchera e di flamenco nel suo sound. I musicologi Ilan Stevens e Harold Augenbraum hanno definito questa canzone un mix mariachi-bolero. A ciò fece eco anche Lexington Herald-Leader, che notò le influenze del bolero. Il direttore del Texas Monthly, Joe Nick Patoski, scrisse che Vela "ha sfoltito i bolero romantici" e la canzone "mette[va] in mostra l'estensione vocale e il controllo di Selena". "No me queda más" ha una "tradizionale armonia di un duetto di trombe [mariachi]", e usa i violini e le chitarre in un seducente arrangiamento di corde.
La canzone utilizza la classica trama ranchera, con una cantante che soffre per la fine di una relazione. Il suo testo esplora l'amore non corrisposto; quanto l'amante della cantante la lascia per un'altra donna, ciononostante lei augura loro "nient'altro che la felicità." Secondo l'autrice Lori Beth Rodriguez, Selena canta il brano "con una voce bassa e sobria", e il critico Howard Blumenthal aggiunge che lo fa in una maniera "disperata" e "sentimentale". Ramiro Burr del San Antonio Express-News chiamò i suoi vocali sovraregistrati "potenti" ed "emozionanti"; altri critici hanno descritto "No me queda más" come "triste", "penetrante" e "straziante".

## Reazione della critica e impatto
"No me queda más" è stata ben accolta, i revisori l'hanno descritta come "evocativa", "romantica" e "dolce-amara"; l'uso di A.B. di "fiorettature del mondo musicale" nel brano è stato approvato da Michael Clark. Scrivendo su The Billboard Guide to Tejano and Regional Mexican Music, Ramiro Burr sentì che il testo, che parlava di "trovare la forza di andarsene", evocava "il dolore di un amore e il tono della redenzione". La canzone divenne un "classico instantaneo", secondo Roger Burns, come scriveva in Icons of Latino America. Altri commentatori furono d'accordo sul fatto che fu uno dei maggiori successi di Amor prohibido, e Lisa Leal di KVTV commentò che la canzone è la controparte di lingua spagnola del singolo "Yesterday" dei Beatles del 1965, per quanto riguarda la sua popolarità.
Il brano ricevette diversi premi ed encomi. È stata la Canzone dell'anno nei Broadcast Music Awards del 1995, e Vela ricevette il premio di Autore dell'anno nel 1996. Il video fu incoronato Video musicale dell'anno ai Billboard Latin Music Awards del 1995. "No me queda más" è stata classificata come nona miglior canzone di Tejano di tutti i tempi nella lista delle top ten di Ramiro Burr. È apparsa in diverse liste intitolate "migliori canzoni di Selena", inclusi BuzzFeed (al primo posto), Latino Post (al quarto posto) e Latina (al quinto posto).

## Performance commerciale
Billboard annunciò che un nuovo sistema di misura dell'airplay per le sue classifiche sarebbe stato basato sulle classificazioni di Nielsen a partire dal 12 novembre 1994. "No me queda más" entrò nella classifica US Hot Latin Songs in quella data, in quarantesima posizione, e la canzone di Selena "Bidi bidi bom bom" rimase al primo posto. Il 19 novembre la canzone salì al decimo posto in quella classifica e successivamente debuttò nella classifica US Regional Mexican Airplay in settima posizione. La settimana seguente salì in quinta e quarta posizione nelle classifiche Hot Latin Songs e Regional Mexican Airplay, rispettivamente. Il collaboratore di Billboard John Lannert, notando che tre diverse canzoni erano arrivate in cima alla classifica Hot Latin Songs dall'inizio del sistema di classificazione di Nielsen, predisse che il singolo al primo posto, "La media vuelta" di Luis Miguel, sarebbe potuto essere destituito da "No me queda más". La settimana seguente "La media vuelta" rimase in cima alla classifica e "No me queda más" arrivò al secondo posto. "No me queda más" restò in cima alla classifica Regional Mexican Airplay per tre settimane consecutive a partire dal 3 dicembre, il primo brano di Selena al primo posto in quella classifica. La canzone raggiunse la prima posizione nella classifica Hot Latin Songs il 17 dicembre, il suo terzo brano al primo posto. Ha debuttato al tredicesimo posto nella classifica US Latin Pop Songs il 17 gennaio 1995, rimanendo in cima alla classifica Hot Latin Songs. Il brano rivendicò il suo primo posto nella classifica Regional Mexican Airplay il 14 gennaio, scalzando "Me duele estar solo" di La Mafia. La Mafia rimpiazzò "No me queda más" dalla cima delle classifiche Regional Mexican Airplay e Hot Latin Songs il 21 gennaio, terminando il regno di cinque settimane in quest'ultima. La settimana seguente, "No me queda más" riguadagnò il primo posto in entrambe le classifiche. Il 4 febbraio, scese al secondo posto nella classifica Regional Mexican Airplay e rimase in cima alle Hot Latin Songs per la sua settima settimana non consecutiva. È stata sostituita dal primo posto della classifica Hot Latin Songs l’11 febbraio dalla canzone "Que no me olvide" del Grupo Bronco. È stata la canzone più popolare di Amor prohibido nella radio messicana.
Selena è stata uccisa il 31 marzo 1995 da Yolanda Saldívar un'amica che era la precedente manager delle boutiques Selena Etc. della cantante. Quattro dei suoi singoli —"No me queda más", "Bidi bidi bom bom", "Como la flor" e "Amor prohibido"— rientrano nelle classifiche Hot Latin Songs e Regional Mexican Airplay di Billboard il 15 aprile. "No me queda más" raggiunse la quinta e l'ottava posizione nelle classifiche Hot Latin Songs e Regional Mexican Airplay, rispettivamente, e rimase nella top ten delle Hot Latin Songs per dodici settimane consecutive. Billboard, dopo la sua morte, definì Selena la miglior artista latina degli anni Novanta, in riconoscimento per i suoi quattordici singoli da top ten nella classifica Hot Latin Songs, inclusi sette primi posti. "No me queda más" fu il brano latino-americano di maggior successo del 1995. Si classificò undicesimo nella classifica Hot Latin Songs per le celebrazioni dei venticinque anni di Billboard, nel 2011. Billboard iniziò a monitorare i download digitari delle canzoni latine nella settimana del 23 gennaio 2010. "No me queda más" debuttò al ventitreesimo posto nella classifica Latin Digital Song Sales in seguito al ventesimo anniversario della morte di Selena. Nella classifica Latin Pop Digital Song Sales, la canzone debuttò al ventiduesimo posto e raggiunse la nona posizione.

## Video musicale
Un video musicale per "No me queda más" è stato girato nell'ottobre 1994 alla stazione di Amtrak di San Antonio. Prodotto dalla Summit Productions, il video è stato diretto da Sean Roberts. Ci vollero quattro giorni per completare le riprese. Jack Morgan era il fotografo sul set, e Diego Aguilar ha prodotto il video. Selena indossò lo stesso vestito che aveva usato quando vinse il Grammy Award per il Miglior album messicano/americano nel 1994. A Veronica Flores, una giornalista del San Antonio Express-News, è stato chiesto di fare un cameo come invitata al matrimonio. Il modello americano Freddie Martinez ha interpretato l’interesse amoroso di Selena, dopo aver fatto l'audizione per il ruolo a San Antonio.
La location del video è stata in seguito usata per la scena della sfilata di moda in Selena (1997), interpretata da Jennifer Lopez. Hillary Clinton ha usato "Bidi bidi bom bom" nella sua campagna presidenziale del 2016 a San Antonio (e ha ricevuto contrastanti risposte dagli ispanici), ha suonato la canzone nel luogo in cui Selena aveva girato il video musicale di "No me queda más". Univision ha classificato il video al quarto posto nella sua top ten dei video preferiti di Selena.
Nel video Selena è seduta in un ristorante dove un gruppo mariachi sta suonando. Un cameriere le offre un bicchiere d'acqua. Mentre la cantante si sta godendo la cena, il cameriere torna con un biglietto che dice che il suo amato (che lei stava aspettando) l'ha lasciata per un'altra donna. Selena beve un sorso d'acqua prima di uscire piangendo dal ristorante.
La cantante si trova in un posto buio dietro un'autostrada trafficata, piange e strappa i petali di una rosa bianca nel gioco "M'ama non m'ama", mentre un montaggio di immagini di Selena e il suo vecchio amato scorre sul video. Selena poi canta su una scala con un vestito bianco, accompagnata da un'orchestra. Considera di imbucarsi al matrimonio sulla spiaggia del suo ex, ma infine corre via in lacrime. L'ex di Selena e la sua nuova moglie si baciano, e un appare un video in cui lui bacia le mani di Selena. Lui abbraccia la moglie, mentre Selena abbassa lo sguardo piangendo.

## Cover
Il cantante americano di salsa Tito Nieves ha registrato "No me queda más" per il suo terzo album, Un Tipo Comun (1996). La canzone ha avuto più successo degli altri quattro singoli rilasciati dell'album, è arrivata in settima posizione nella classifica US Tropical Songs. Nello stesso anno, la cantante dominicana Kat DeLuna ha vinto il primo premio quando ha cantato la canzone al New Jersey Hispanic Youth Showcase, una gara di canto per bambini. Nel 1998, Los Tres Reyes (un gruppo mariachi prodotto da Abraham Quintanilla Jr.) ha registrato una versione duetto della canzone. Graciela Beltran ha coverizzato il brano in una commemorazione per Selena a Houston nel 2003. Il cantante messicano Pepe Aguilar ha eseguito e registrato "No me queda más" per un concerto-tributo televisivo, Selena ¡VIVE!, nell'aprile 2005. Secondo Michael Clark di Houston Chronicle, "la voce [di Aguilar] ... ricordava quella di Aaron Neville".
Il gruppo messicano Palomo ha registrato "No me queda más" per il loro live album, En Concierto-En Vivo Desde L.A. (2005). Il brano debutto al trentasettesimo posto nella classifica Regional Mexican Airplay il 19 marzo 2005, e al quarantaseiesimo posto nella classifica Hot Latin Songs il 2 aprile. È rimasto in classifica fino al 16 luglio, raggiungendo le posizioni diciannove e sei nelle classifiche Hot Latin Songs e Regional Mexican Airplay, rispettivamente. Ricky Vela ha ricevuto un BMI Latin Music Award per la cover dei Palomo nel 2007. Il cantante americano José Feliciano l'ha registrata per il suo album, José Feliciano y Amigos, nel 2006; Ramiro Burr del Chicago Tribune, l'ha definita una "ranchera dolce-amara". La cantante cubana Tonita, ha registrato la canzone per il suo album, Desafiando al Destino nel 2007. Un anno dopo, la cantante americana Maria Williams ne ha registrato una versione inglese intitolata "Nothing Left For Me" per il suo album di debutto Hybrid. Il cantante americano David Archuleta ha cantato la canzone come tributo a Selena ai Tejano Music Awards del 2010 e Karen Rodriguez l'ha cantata nella decima stagione di American Idol. Il 1º maggio 2015, Jennifer Lopez ha rappresentato un tributo a Selena, "A Selena Tribute", ai Latin Billboard Music Awards del 2015, in cui ha incluso "No me queda más". La Lopez è stata acclamata dai critici, che hanno apprezzato i costumi "Selen-eschi" della cantante. Il brano debuttò e raggiunse la trentatreesima posizione nella classifica Hot Latin Songs.

## Classifiche

### Classifiche settimanali
| Classifica (1994)           | Posizione massima |
| --------------------------- | ----------------- |
| US Hot Latin Songs          | 1                 |
| US Regional Mexican Airplay | 1                 |
| US Latin Pop Songs          | 13                |

### Classifiche di fine anno
| Classifica (1995)           | Posizione |
| --------------------------- | --------- |
| US Hot Latin Songs          | 1         |
| US Regional Mexican Airplay | 2         |

### Il migliore di tutti i tempi
| Classifica (2011)  | Posizione |
| ------------------ | --------- |
| US Hot Latin Songs | 13        |